# جاستینا مورسیلو
جاستینا مورسیلو (انگلیسی: Justina Morcillo؛ زادهٔ ۹ اوت ۲۰۰۰) بازیکن فوتبال اهل آرژانتین است.
وی همچنین در تیم‌های ملی فوتبال زنان آرژانتین بازی کرده‌است.